# Duc d'Abercorn
 (novembre 2023).
Si vous disposez d'ouvrages ou d'articles de référence ou si vous connaissez des sites web de qualité traitant du thème abordé ici, merci de compléter l'article en donnant les références utiles à sa vérifiabilité et en les liant à la section « Notes et références ».
Le titre de duc d'Abercorn a été créé en 1868, dans la pairie d'Irlande, pour James Hamilton. Le titre subsidiaire à celui de duc est marquis d'Hamilton.

## Histoire du titre
En 1587, en reconnaissance de sa loyauté, le roi Jacques VI d'Écosse confère à Claud Hamilton, cinquième fils de James Hamilton, 2e comte d'Arran, le titre de lord Paisley (Lord of Parliement, pairie d'Écosse). James Hamilton, son fils, est créé lord Abercorn dans la pairie d'Écosse, en 1603. En 1606, il est élevé au titre de comte d'Abercorn, avec le titre subsidiaire de lord de Paisley, Hamilton, Mountcastell et Kilpatrick, toujours dans la pairie d'Écosse.
Le sixième comte est créé vicomte Strabane en 1701, avec le titre subsidiaire de baron Mountcastle, dans la pairie d'Irlande. Le huitième comte est créé vicomte Hamilton, d'Hamilton, dans la pairie de Grande-Bretagne en 1786. C'est son neveu qui lui succède. Celui-ci est fait marquis d'Abercorn, dans la pairie de Grande-Bretagne, en 1790. Son petit-fils et successeur, le second marquis est créé duc d'Abercorn, dans la pairie d'Irlande, avec le titre subsidiaire de marquis d'Hamilton, de Strabane.
Ce dernier titre est le titre de courtoisie utilisé par l'héritier apparent du duc. Le propre héritier apparent du marquis d'Hamilton porte le titre de courtoisie de vicomte Strabane.

## Liste des porteurs
Lords Paisley (1587)
- 1587-1621 : Claud Hamilton (1546?-1621) ;
- 1621-v.1670 : James Hamilton (v. 1604-v. 1670), était déjà 2e comte d'Abercorn. Petit-fils du précédent.

Comtes d'Abercorn (1606)

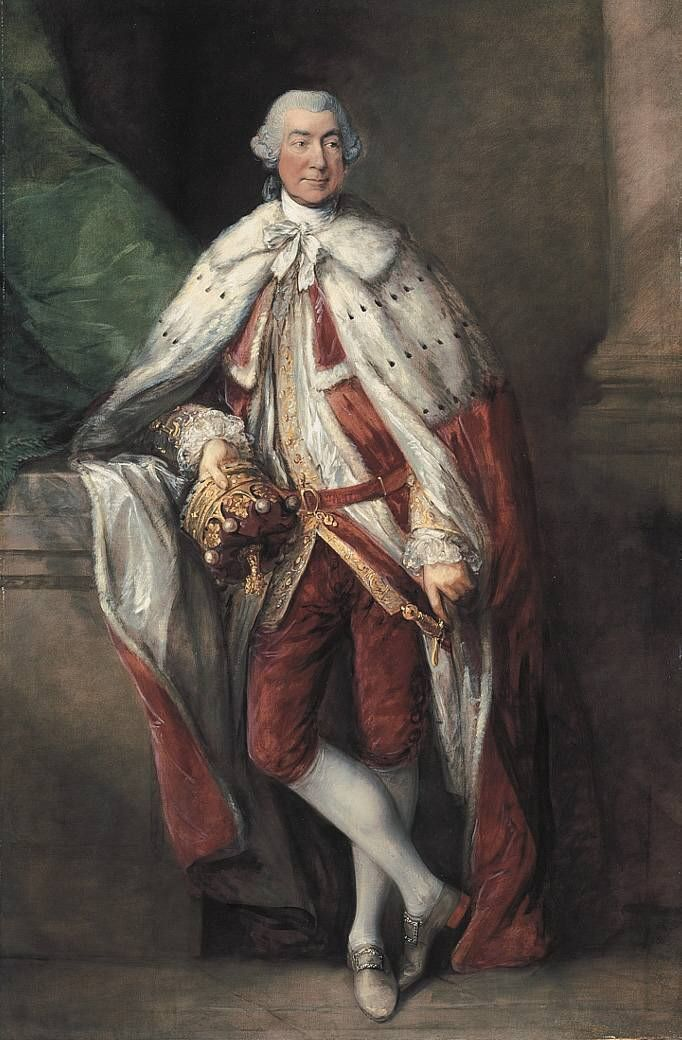
James
VIIIème comte d'Abercorn, 1778
par Thomas Gainsborough
Alte Pinakothek

- 1606-1618 : James Hamilton (1575-1618), administrateur écossais ;
- 1618-v.1670 : James Hamilton (v. 1604-v. 1670), fils du précédent ;
- v.1670-v.1680 : George Hamilton (en) (v. 1636-v. 1680), plus jeune fils du précédent ;
- v.1680-v.1691 : Claud Hamilton (en) (v. 1659-v. 1691), 5e lord Hamilton, descendant du 1er comte ;
- v.1691-1701 : Charles Hamilton (en) († 1701), frère du précédent ;
- 1701-1734 : James Hamilton (v.1661-1734), descendant du 1er comte ;
- 1734-1744 : James Hamilton (1685-1744), fils du précédent ;
- 1744-1789 : James Hamilton (1712-1789), fils du précédent ;
- 1789-1818 : John Hamilton (1756-1818), fait marquis d'Abercorn en 1790.

Marquis d'Abercorn (1790)
- 1790-1818 : John Hamilton (1756-1818), 9e comte d'Abercorn ;
- 1818-1885 : James Hamilton (1811-1885), créé duc d'Abercorn en 1868.

Ducs d'Abercorn (1868)
- 1868-1885 : James Hamilton (1811-1885), 2e marquis d'Abercorn ;
- 1885-1913 : James Hamilton (1838-1913), fils du précédent ;
- 1913-1953 : James Hamilton (1869-1953), fils du précédent ;
- 1953-1979 : James Hamilton (1904-1979), fils du précédent ;
- depuis 1979 : James Hamilton (né en 1934), fils du précédent ;

## Traduction
- (en) Cet article est partiellement ou en totalité issu de l’article de Wikipédia en anglais intitulé « Duke of Abercorn » (voir la liste des auteurs).